# Младший жуз
Мла́дший жуз (уст. Ма́лая орда́; каз. Кіші жүз) — группа казахских родов и племён, состоящая из двух племён: Алшын (Алимулы и Байулы) и Жетыру.

## Происхождение
Левшин А. И. писал, что «Меньшая орда прежде составлялась из сильного племени Алчин и семи малых родов, которые, не имея силы противостоять в междоусобиях и барантах многочисленным алчинцам, были соединены знаменитым в народе киргизским (казахским) ханом Тявкою в одно поколение, известное ныне под именем семиродского. (Известие сие также взято из записок генерал-майора Тевкелева, составленных в 1740 году, и по древности своей оно гораздо вероятнее показания некоторых из нынешних киргизов, кои, забыв существовавшее почти за 100 лет пред сим предание, решительно говорят, что семиродское поколение произошло от 7 сыновей одного родоначальника). Название древнего алчинского племени, состоявшего из поколений алимулинского и байулинского, ещё находим в бумагах хана Абульхайра».
Можно привести цитату Шакарима Кудайбердыулы из его труда «Родословная тюрков, киргизов, казахов и ханских династий», перевод Бахыта Каирбекова:
"В наше время Младший жуз составляют три рода — алимулы, байулы и жетыру. Алимулы составляют шесть родов — карасакал, каракесек, торткара, шекты, кете, шомекей. В байулы состоят двенадцать родов — алтын, ысык, шеркеш, адай, жаппас, алаша, байбакты, маскар, бериш, таз, есентемир, тана. Жетыру составляют семь родов — табын, тама, кердери, керейт, жагалбайлы, телеу, рамадан. В 1801 году хан Букей с частью людей из Младшего жуза переправился на противоположный берег Урала (Яика) и основал Букеевское ханство, в которую переселились кете из объединения алимулы; все племена байулы, включая бериш, шеркеш, адай, жаппас, маскар, ысык, есентемир, байбакты, алаша, тана, кызылкурт, и таз; тама, табын, кердери из объединения жетыру; а также торе, то есть потомки ханской династии — всего шестнадцать родов. Также рода, которые являются неотъемлемой частью казахского народа: ходжи, ногай-казахи (малый жуз), толенгиты, карагаш (малый жуз), калпаки.

## Численность
Численность Младшего жуза на 2016 год составляла 3 055 900 человек; 
на рубеже XIX—XX веков этот показатель составлял 1 100 000 чел.
М. Тынышпаев в своём труде, посвящённом истории казахов и изданном в Ташкенте в 1925 году, утверждал, что алшыны (Алчин) составляют две пятых всех казахов, и являются самой многочисленной частью казахского народа.
- Алшын до революции 1917 года Было 950 тыс. человек, из которых: Алимулы — от 350 до 400 тыс., и Байулы — от 500 до 550 тыс.
  - Алимулы до революции 1917 года было 350—400 тыс., в том числе: шекты — 60—80 тыс., шомекей — более 150 тыс., торткара — 50—60 тыс., кете — 50—60 тыс., каракесек — 20—25 тыс., карасакал — 10—15 тыс.
  - Байулы было от 500 до 550 тыс., в том числе: адай — 80—150 тыс., байбакты — 40 тыс., берш — 45 тыс., таз — 20 тыс., шеркеш — 45 тыс., маскар — 20 тыс., тана — 25 тыс., кызылкурт — 40 тыс., алтын — 70 тыс., жаппас — 50 тыс., ысык — 20 тыс., есентемир — 20 тыс., алаша — 45 тыс.
- Жетыру было от 270 до 300 тыс., в том числе: табын — 80 тыс., жагалбайлы — 70 тыс., кереит — до 33 тыс., тама — до 45 тыс., телеу до 20 тыс., кердери — до 20 тыс., и рамадан — до 5 тыс. человек.

## Состав племенного союза
- Младший жуз на «Родоводе». Дерево предков и потомков

| Племя | алимулы (Алшын)                                             | байулы (Алшын)                                                                                                   | жетыру                                                           | ноғай-қазақ                                    |
| ----- | ----------------------------------------------------------- | --- | ---------------------------------------------------------------- | ---------------------------------------------- |
| Роды  | - шекты - каракесек - карасакал - кете - торткара - шомекей | - шеркеш - адай - алаша - алтын - байбакты - берш - есентемир - жаппас - кызыл-курт - маскар - таз - тана - ысык | - тама - табын - кердери - кереит - телеу - рамадан - жагалбайлы | - Уйсын-ногай - Кояс - Казанкулак - Костанбалы |
|       |                                                             | |                                                                  |                                                |

## Роды, не входящие в состав младшего жуза[комм. 1]
| Роды   | Толенгут                                                   | Карагаш (Бокей руы)                                                        | Каракалпак/Калпак (Бокей руы) |
| ------ | ---------------------------------------------------------- | -------------------------------------------------------------------------- | ----------------------------- |
| Подрод | - Кабай толенгут - Каракалпак - Калман - Кекилжатак - Дуан | - Найман - Баганалы-Тобетпес - Жана-Найман - Жагалбайлы - Шобалатчи-Найман | - Каракалпак/Калпак           |

## Численность

### Численность родов в 1801 году
| БЕРІШ - 5 057 түтін (жилище), 29 785 жан (человек): 1) Жайық: - Жарылғас - Тыныс - Бөлек Жайық - Ағатай - Тұмаш 2) Қаратоқай; 3) Күлкеш; 4) Жаңбыршы; 5) Бегіс; 6) Бесқасқа; 7) Есен; 8) Есенғұл; 9) Себек. АДАЙ - 1 503 түтін (жилище), 7 515 жан (человек): 1) Тәзіке; 2) Қабақай; 3) Балықшы; 4) Тобыш; 5) Кеңшалбар; 6) Түрікпен адай; 7) Мұңал; 8) Жаманадай. АЛАША - 2 230 түтін (жилище), 11 150 жан (человек): 1) Сары: - Малай - Байсеу - Қоңырбөрік - Қарабура - Қожамберлі 2) Алтыбас; - Ранбай - Шотқара - Ұлданай - Мәлке 2) Алтыбас; - Тоқбас - Күбілей | БАЙБАҚТЫ - 3 205 түтін (жилище), 16 205 жан (человек): 1) Батақ: - Құдайназар - Жанбақты - Сүгір - Жауғашты - Дауымшар - Жаманке - Бұғанай - Шолан - Тоқсаба - Қоянқашу - Құлшық - Сасай - Олжаорыс 2) Қанық; - Шекеу - Еділбай - Жайылған - Құлсүйіндық - Қырықтық - Шомаш - Бақан - Алыс 2) Әлтеке; - Андас - Мамат - Жабағы - Назарымбет - Кеңшарбақ-Боран - Сейдахмет - Қалматай ЖАППАС - 904 түтін (жилище), 4 520 жан (человек): 1) Қаракөз; 2) Досмекей; 3) Қарағұл; 4) Сейтқұл; 5) Байғұл; 6) Андағұл. | ЖЕТІРУ - 1 235 түтін (жилище), 6 175 жан (человек): 1) Төлекші-Кенжебай; 2) Қожамберді; 3) Жілікші; 4) Сатым; 5) Күтсүйек; 6) Жабағы; 7) Доланбас 8) Қужермен КЕТЕ - 411 түтін (жилище), 2 055 жан (человек): 1) Мәмбет-Түйте -Майлы; 2) Байқошқар; 3) Естек кете; 4) Әлмәмбет; 5) Қоңыр; 6) Сары. ҚЫЗЫЛҚҰРТ - 825 түтін (жилище), 4 125 жан (человек): 1) Соба: - Бәйімбет - Жақау - Темір - Мәмбет - Мырза - Емрей 2) Құтымбет-Тоқсан; 3) Ерші-Өтепберген; 4) Елеулі; 5) Олжашы. МАСҚАР - 361 түтін (жилище), 1 805 жан (человек): 1) Бабаназар; 2) Атойнақ; 3) Өтебай; 4) Жәдік би; 5) Естеміс; 6) Қырықсадақ; 7) Сарыкүшік. | ЕСЕНТЕМІР - 466 түтін (жилище), 2 330 жан (человек): 1) Тағашы; 2) Қаратамыр; 3) Сулыкөз; 4) Көн. НОҒАЙ-ҚАЗАҚ - 1 093 түтін (жилище), 5 465 жан (человек): 1) Қояс-Жауар; 2) Қостаңбалы; 3) Үйсін; 4) Қазанқұлақ. ТАЗ - 111 түтін (жилище), 555 жан (человек): 1) Абдал: - Келдібай - Көшей - Бессері - Тәкен - Барақ - Үйші 2) Жастабын; 3) Шаршы. ТАНА - 1 281 түтін (жилище), 6 405 жан (человек): 1) Қалқаман; 2) Ақымбет; 3) Асан; 4) Қарақұнан; 5) Қараман; 6) Бессары; 7) Жиенбет. ТӨЛЕНГІТ - 492 түтін (жилище), 2 460 жан (человек): 1) Қабай төленгіт; 2) Қарақалпақ; 3) Қалман; 4) Кекілжатақ; 5) Дуан. | ШЕРКЕШ - 2 759 түтін (жилище), 13 759 жан (человек): 1) Қойыс: - Қашқыншы - Сүйніш - Қаракемпір - Ақсирақ - Жақау - Айдабол 2) Шумақ: - Тукембет - Қилы қыс - Бес сары - Шерубай - Айтық-Қанет 3) Қылышкестен: - Төлес - Малан - Сәңкібай - Жұлан - Қылыш 4) Жауғашты; 5) Қосым. ЫСЫҚ - 669 түтін (жилище), 3 345 жан (человек): 1) Ақсары: - Баубек - Сарысық - Сүйініш - Кедейбас 2) Тоғыншы: - Жаныс - Тоғызбай - Түке-Сағын - Қадырқұл - Ораз - Сейтек-Самай - Ырыс-Мәлік |

## Правители Младшего жуза
- Абулхаир (1718—1748)

### Правители Младшего жуза от России
- Нуралы-хан (1748—1786)
- Ералы-хан (1791—1795)
- Есим-хан (1796—1797)
- Айшуак-хан (1797—1805)
- Жанторе-хан (1806—1810)
- Ханский совет (1810—1812)
- Шергазы-хан (1812—1824)

### ПравителиБукеевской ОрдыМладшего жуза от России
- Бокей-хан (1812—1815)
- Жангир-хан (1815—1845)

### Правители Младшего жуза, выбранные народом
- Батыр-хан (1748—1785)
- Есим-хан (1790—1791)
- Абулгази-хан (1791—1806)
- Каратай-хан (1806—1816)
- Арынгазы-хан (1816—1821)

## Научные данные по ДНК
- [www.familytreedna.com/public/C3 ДНК проект С3-M217]

## Обсуждения
- Форум. C3c — алшинский кластер